# Filipínská armáda
Filipínská armáda je jednou ze tří složek filipínských ozbrojených sil. V roce 2021 se její síla odhadovala na 101 000 vojáků v aktivní službě a dalších 100 000 rezervistů. Od roku 1935, kdy byla založena, se její vojáci zúčastnili mnoha konfliktů vedených jak na území vlastního státu, tak v zahraničí.

## Historie

### Nezávislost a filipínsko-americká válka (1899-1902)
Po třech stoletích španělské nadvlády se Filipínec Andres Bonifacio rozhodl založit vojenskou odbojovou skupinu Katipunan, pomocí které měly být Filipíny osvobozeny od Španělů. Válka, jež vypukla v srpnu 1896 a trvala téměř dva roky, vedla k ustanovení Filipínské první republiky, ale ta neměla dlouhého trvání, neboť v únoru 1899 propukla filipínsko-americká válka. Ta skončila o tři roky později americkým vítězstvím a okupací souostroví americkou armádou, která vybavila a vycvičila místní proamerické ozbrojené síly.

### Druhá světová válka
Během druhé světové války byly Filipíny dobyty Japonskem, které zde ustanovilo Filipínskou druhou republiku. Po válce území opět připadlo USA a až v roce 1946 získaly Filipíny nezávislost.

### Poválečné období
Prvního července 1946 vydal filipínský prezident příkaz č. 94, který mimo jiné reorganizoval filipínskou armádu na současné Filipínské ozbrojené síly. Tak vznikly nové dvě složky, filipínské letectvo a námořnictvo, které byly před tím součástí filipínské armády.
Od té doby se filipínská armáda zúčastnila mimo jiné korejské války, poté i války ve Vietnamu, války v Perském zálivu. Pod vlajkou OSN se zapojila do misí na Golanských výšinách a ve Východním Timoru.
Samostatnou kapitolu v historii filipínské armády představuje Moro konflikt, při kterém od roku 1969 už zahynulo přes 160 000 lidí. Obecně se dnes armáda zaměřuje na boj proti různým povstaleckým skupinám, z čehož se odvíjí výzbroj.

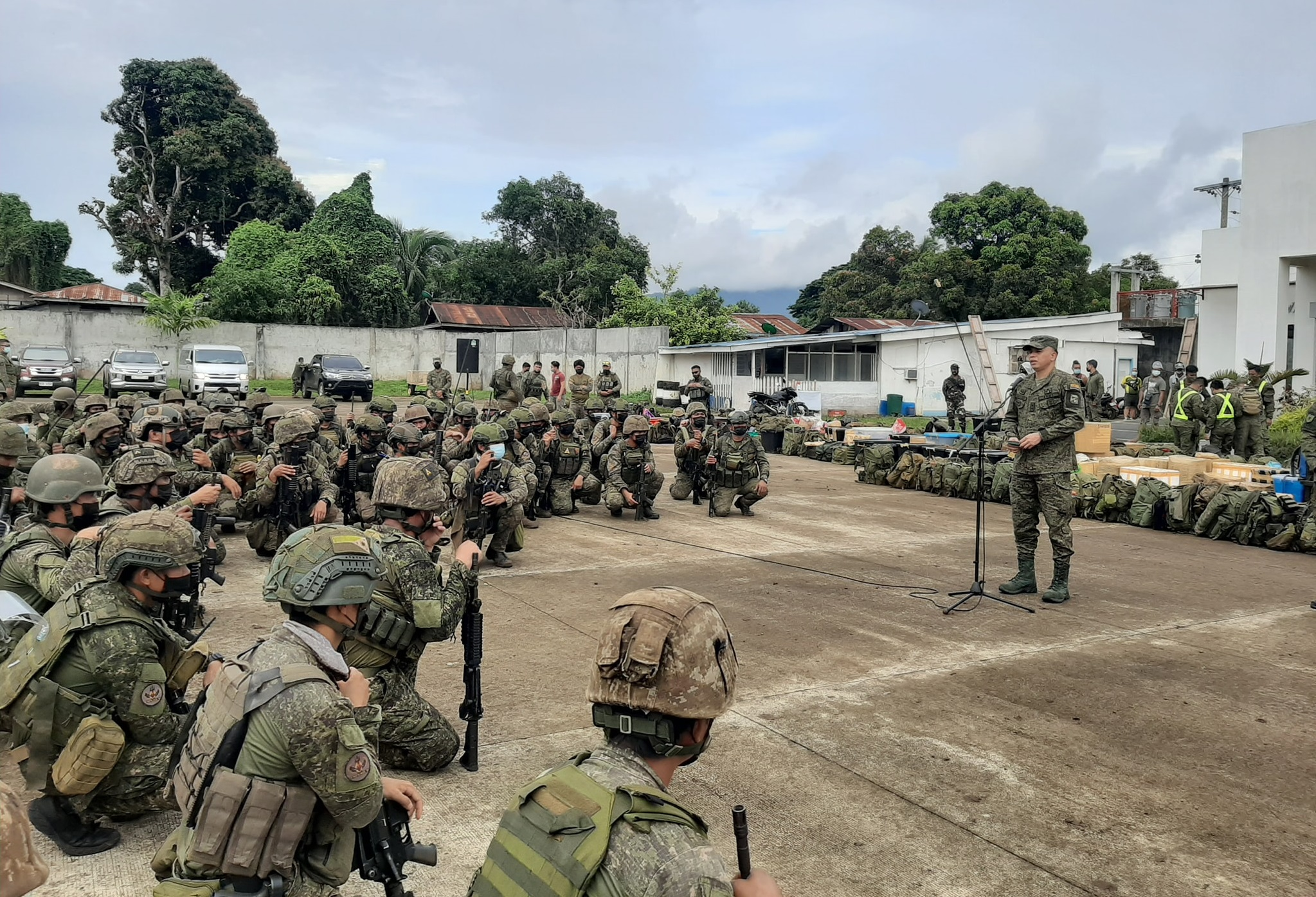
Příslušníci 11. pěší divize

## Organizace
Filipínská armáda se skládá z 11 pěších divizí, 1 obrněné divize, 1 kombinované zbrojní brigády, 1 dělostřeleckého pluku, 5 ženijních brigád, 1 leteckého pluku a 7 bojových podpůrných jednotek, které jsou rozmístěny po celém Filipínském souostroví. Hlavním velitelem je generálporučík Romeo S. Brawner jr., odpovědnost za organizační a administrativní záležitosti mají vicevelitel filipínské armády a náčelník štábu filipínské armády, oba zastávají hodnost generálmajora.

## Výzbroj
Od roku 2012 probíhá modernizace výzbroje a výstroje filipínské armády, zatím (2022) došlo mj. k uzavření kontraktu na 28 obrněných transportérů Guarani, 18 lehkých tanků Sabrah nebo útočných pušek Taurus T4.